# Mechanisch muziekinstrument
Een mechanisch muziekinstrument laat muziek horen zonder dat daarbij de hulp van een muzikant nodig is.
Meestal moet een mechanisch muziekinstrument met mankracht in beweging gehouden worden, maar het kan ook met een veerwerk.
De klank wordt op dezelfde wijze opgewekt als bij een normaal muziekinstrument, met snaren, orgelpijpen enz.
De bespeling geschiedt door een ponsband, speeltrommel of anderszins.
Vanouds bestond er behoefte aan mechanische muziekinstrumenten, omdat voor het bespelen van een gewoon instrument veel vaardigheid nodig is.
Mechanische muziekinstrument zijn vanouds populair bij feesten, omdat bekwame muzikanten schaars of duur zijn.
Thans zijn deze mechanische instrumenten grotendeels vervangen door de 
grammofoon, cd-speler en bandrecorder, die voorheen ook wel als mechanische instrumenten werden beschouwd.
Deze toestellen produceren echter niet zelf muziek, maar geven de opgenomen muziek weer van een gewoon muziekinstrument.
Ook het radiotoestel werd wel als mechanisch instrument beschouwd.

## Galerij

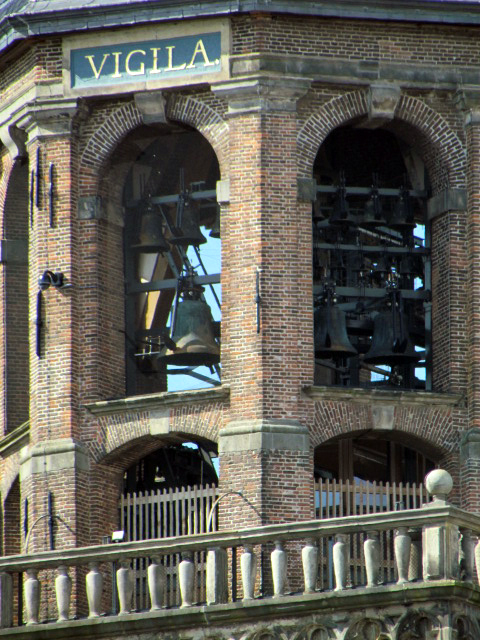
Beiaard
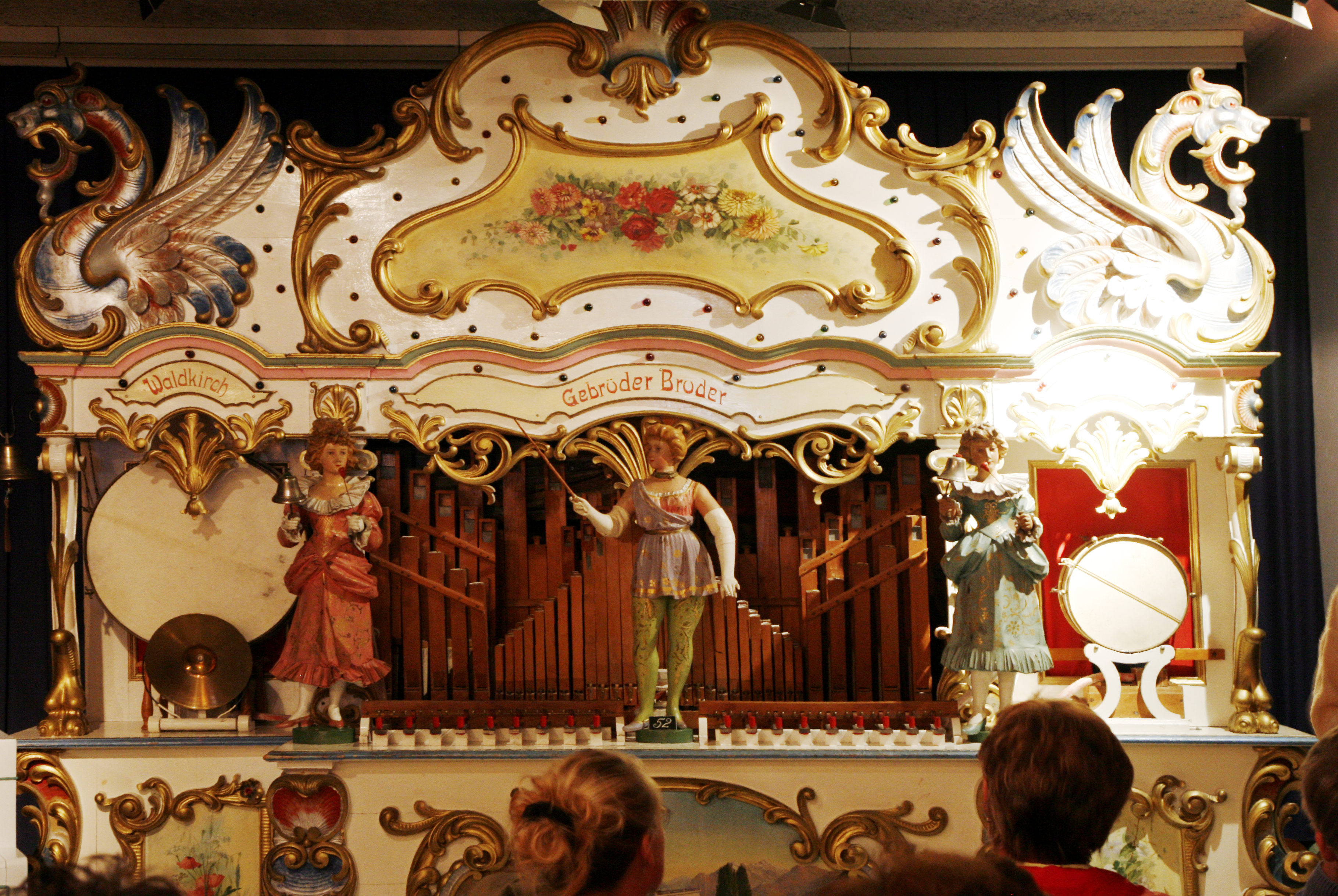
Draaiorgel
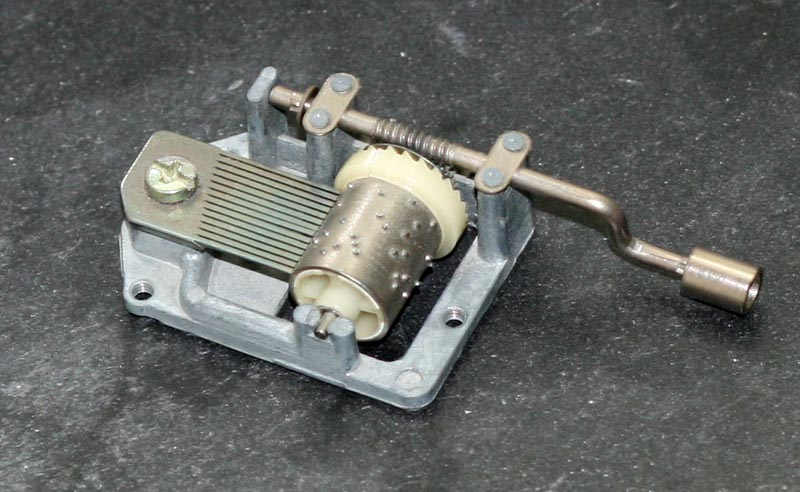
Speeldoos
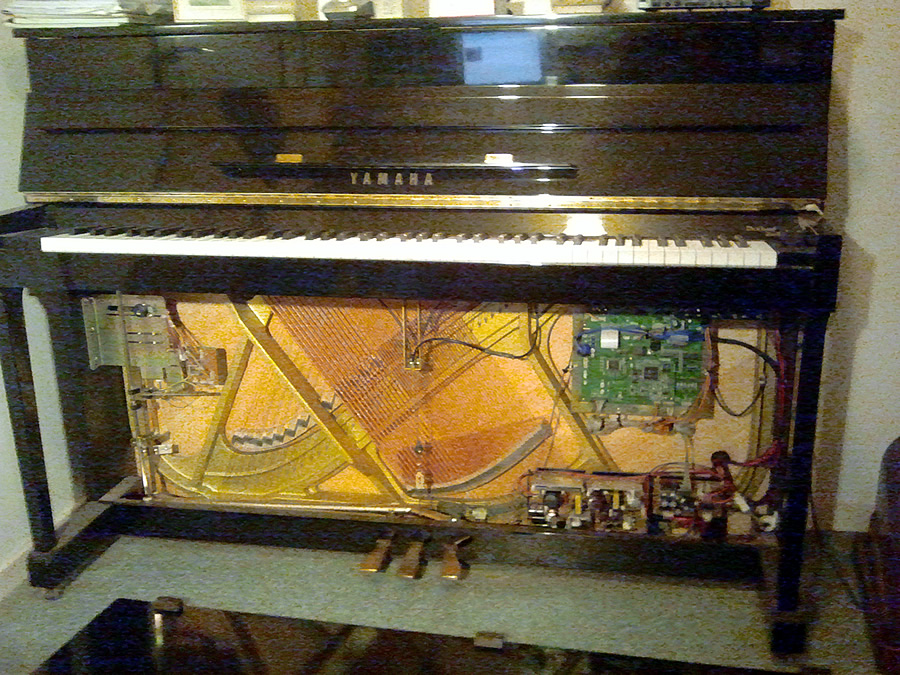
Disklavier
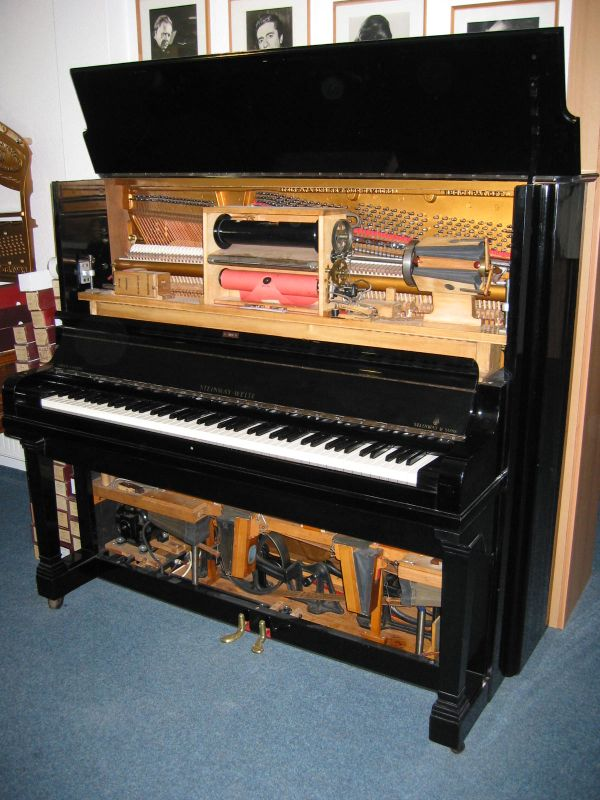
Pianola
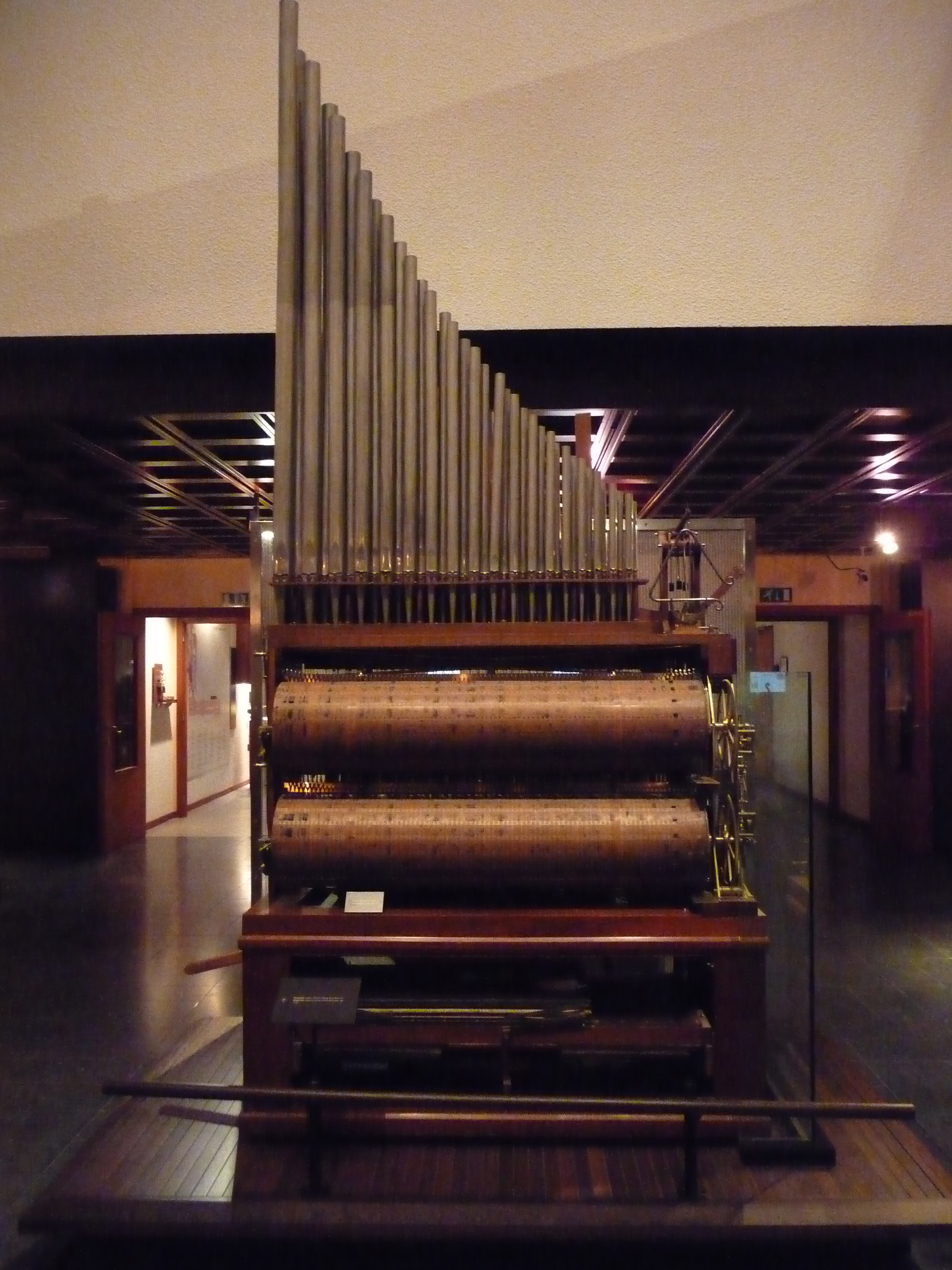
Componium
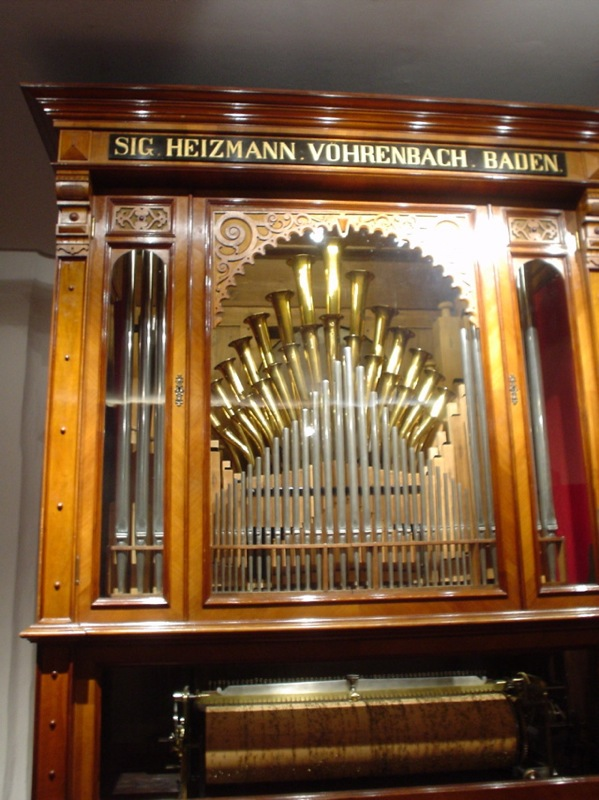
Orchestrion
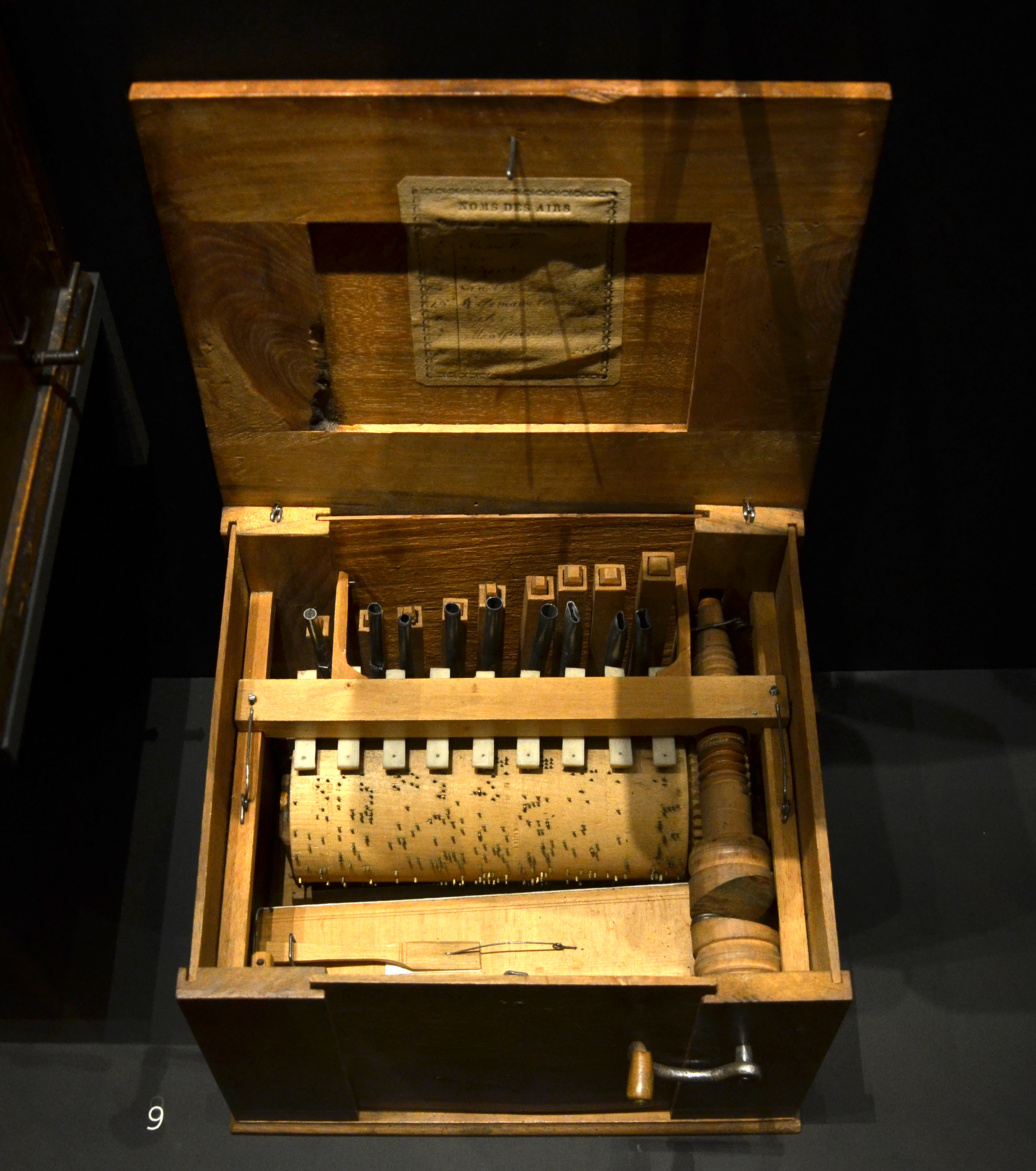
Serinette
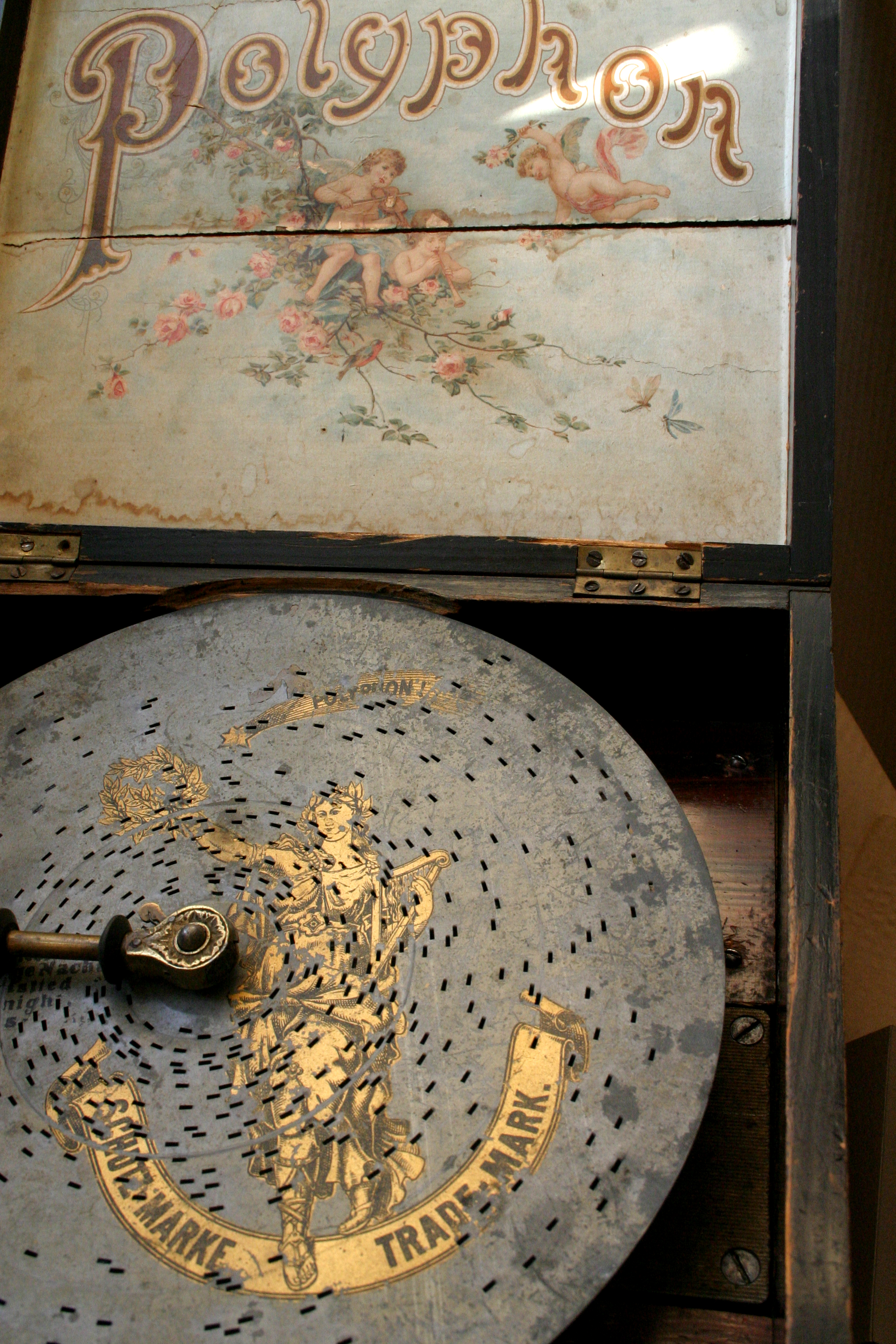
Polyphon
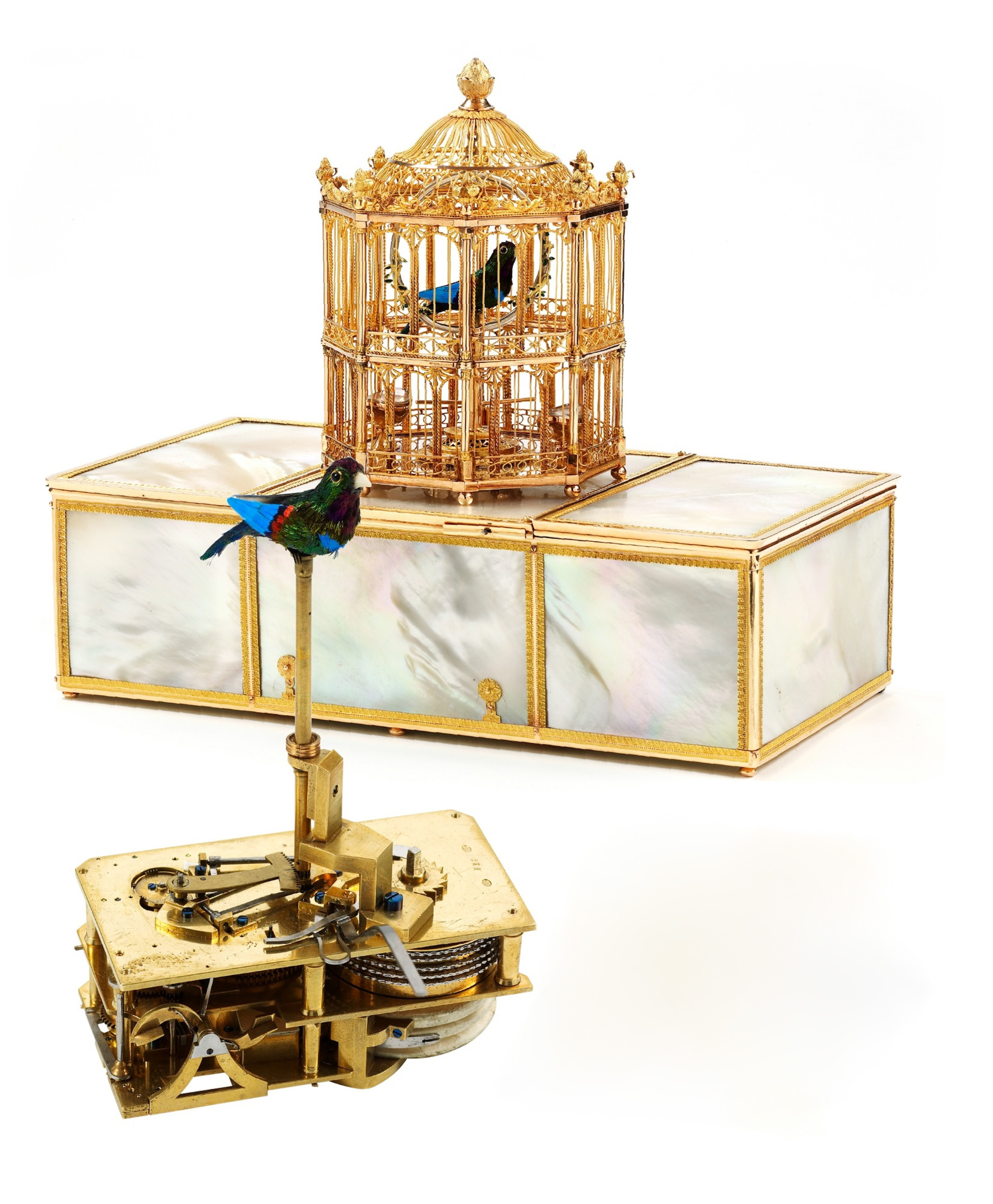
Mechanische zangvogel